# ولنتاین قدیس
ولنتاین قدیس یا والنتینوس قدّیس (ایتالیایی: San Valentino؛  لاتین: Valentinus) یک قدیس مسیحی اهل ترنی بود. وی از قدیسین کلیسای انگلیکان و قدیسان کاتولیک رومی اهل ایتالیا بود.